# Geolycosa dunini
Geolycosa dunini là một loài nhện trong họ Lycosidae.
Loài này thuộc chi Geolycosa. Geolycosa dunini được Alexander A. Zyuzin & Dmitri Viktorovich Logunov miêu tả năm 2000.